# Greenville (Mississippi)
Greenville é uma cidade localizada no estado americano de Mississippi, no Condado de Washington.

## Demografia
Segundo o censo americano de 2000, a sua população era de 41.633 habitantes.
Em 2006, foi estimada uma população de 37.801, um decréscimo de 3832 (-9.2%).

## Geografia
De acordo com o United States Census Bureau tem uma área de
71,6 km², dos quais 69,6 km² cobertos por terra e 2,0 km² cobertos por água. Greenville localiza-se a aproximadamente 40 m acima do nível do mar.

## Localidades na vizinhança
O diagrama seguinte representa as localidades num raio de 28 km ao redor de Greenville.